# Kiersztanowo (Mrągowo)
Pour les articles homonymes, voir Kiersztanowo.
Kiersztanowo est un village de Pologne, située dans le gmina de Mrągowo, dans le powiat de Mrągowo, dans la voïvodie de Varmie-Mazurie.
En 2021 le village compte 237 habitants.